# What the Water Gave Me
"What the Water Gave Me" to utwór indierockowej brytyjskiej grupy Florence and the Machine pochodząca z ich drugiego albumu studyjnego zatytułowanego Ceremonials. Został napisany przez wokalistkę Florence Welch oraz Francisa White, a jego produkcją zajął się Paul Epworth. Po tym jak grupa zaprezentowała utwór podczas swojej pierwszej trasy koncertowej w Berkeley, znalazł się on na ich stronie internetowej. 23 sierpnia 2011 roku został wydany w Wielkiej Brytanii przez wytwórnię Island Records jako pierwszy singel z nowego albumu. Welch postanowiła nazwać utwór "What the Water Gave Me" po obejrzeniu obrazów Fridy Kahlo. W pewnym wywiadzie powiedziała, że pisząc utwór inspirowała się Virginią Woolf. Singel był drugim utworem jaki notowany był na liście Billboard Hot 100.

## Tło

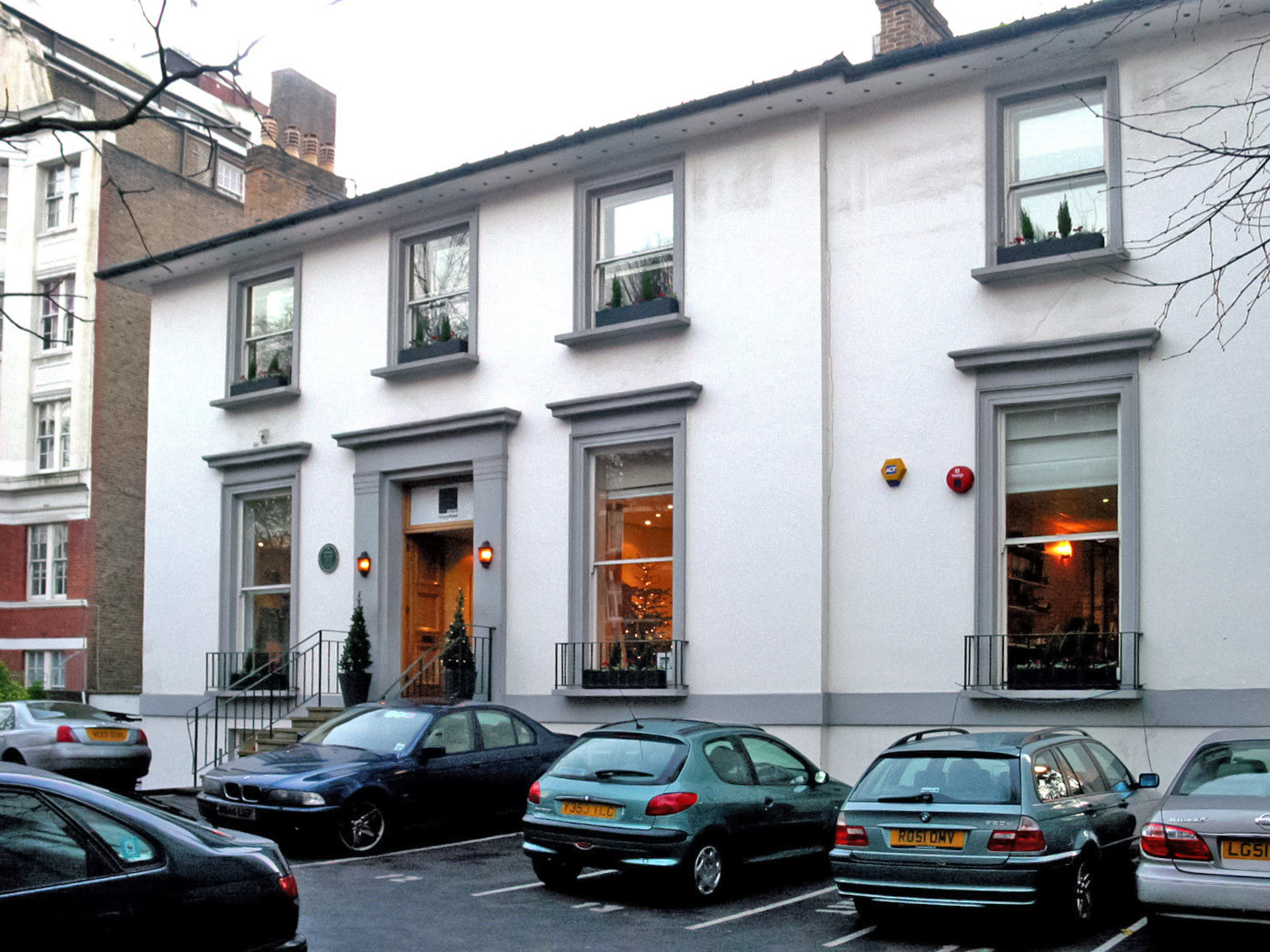
Utwór nagrany został w Abbey Road Studios w Londynie.

"What the Water Gave Me" został napisany przez Florence Welch i Francisa White, natomiast jego produkcją zajął się Paul Epworth. Nagrany został w 2011 roku w Abbey Road Studios. Po raz pierwszy grupa zaprezentowała utwór podczas swojej pierwszej trasy koncertowej w Berkeley w dniu 12 czerwca 2011. Później dodali go do listy utworów granych na tasie Lungs Tour, a 23 sierpnia miała miejsce premiera albumowa singla. 
Florence Welch opracowała tytuł i sens utworu: "To piosenka dla wody, ponieważ w muzyce i sztuce są rzeczy, które są przytłaczające, a ocean wydaje mi się być wielkim cudem natury. Kiedy pisałam tę piosenkę myślałam dużo o tych wszystkich ludziach, którzy stracili życie w próżnych próbach uratowania swoich bliskich od utonięcia. Chodzi tutaj o wodę we wszystkich postaciach. To wiele rzeczy; Virginia Woolf skradała się do niej, no i oczywiście Frida Kahlo, którego boleśnie piękny obraz dał mi tytuł".

## Lista utworów
Digital download
1. "What the Water Gave Me" (Album version) - 5:32

## Listy przebojów
| Lista (2011)                            | Najwyższa pozycja |
| --------------------------------------- | ----------------- |
| Australia (Top 50 Singles)              | 35                |
| Belgia (Flandria) (Ultratop 50 Singles) | 2                 |
| Belgia (Wallonia) (Ultratip 50 Singles) | 42                |
| Kanada (Billboard Canadian Hot 100)     | 72                |
| Irlandia (Top 50 Singles)               | 13                |
| Nowa Zelandia (Top 40 Singles)          | 15                |
| Szkocja (Top 40 Scottish)               | 24                |
| Wielka Brytania (Singles Top 100)       | 24                |
| Stany Zjednoczone (Hot 100)             | 91                |
| Stany Zjednoczone (Alternative Songs)   | 35                |

## Historia wydania
| Kraj              | Data wydania     | Format           | Wytwórnia      |
| ----------------- | ---------------- | ---------------- | -------------- |
| Wielka Brytania   | 23 sierpnia 2011 | Digital download | Island Records |
| Stany Zjednoczone | 24 sierpnia 2011 | Digital download | Island Records |